# Тавастшерна, Георгий Александрович
Георгий Александрович Тавастшерна (1891—1973) — капитан лейб-гвардии 2-го стрелкового полка, герой Первой мировой войны.

## Биография
Сын генерал-майора Александра Вильгельмовича Тавастшерна (1863—1930).
Окончил 1-й кадетский корпус (1911) и Павловское военное училище (1913), откуда выпущен был подпоручиком в 88-й пехотный Петровский полк. 27 июля 1914 года переведен в лейб-гвардии 2-й стрелковый полк, в рядах которого и вступил в Первую мировую войну. Произведен в поручики 17 июля 1916 года. Удостоен ордена Святого Георгия 4-й степени
За то, что в бою 17 июля 1916 года переправившись с своей ротой на другой берег р. Стохода у д. Витонеж, увидел в стороне от себя немецкую пулеметную батарею, которая совершенно уничтожила 9-ю и 10-ю роты; бросился на эту батарею, захватил ее и повернул два пулемета в сторону противника, лично действуя одним из них.
Произведен в штабс-капитаны 28 декабря 1916 года, в капитаны — 12 мая 1917 года. 20 мая 1917 переведен в резерв чинов при штабе Петроградского военного округа, с зачислением по армейской пехоте, подполковником. Желая продолжать войну с Германией, выехал во Францию и вступил в Иностранный легион.
В Гражданскую войну участвовал в Белом движении в составе Вооруженных сил Юга России. В 1919 году прибыл в Добровольческую армию с Легионом Чести, был переименован в полковники. На май 1920 года — в Югославии.
В эмиграции Эстонии, затем во Франции, в 1939 году — в Тарбе, затем в Париже. Состоял членом полкового объединения царскосельских стрелков, оставил воспоминания «Служба во Французской и Добровольческой армиях» для сборника «Памятные дни», составленного бывшим командиром полка генерал-майором Верцинским.
Скончался в 1973 году в Париже. Похоронен на кладбище Сент-Женевьев-де-Буа.

## Награды
- Орден Святого Станислава 2-й ст. с мечами (ВП 22.11.1914)
- Орден Святого Станислава 3-й ст. с мечами и бантом (ВП 26.11.1914)
- Орден Святой Анны 4-й ст. с надписью «за храбрость» (ВП 23.02.1915)
- Орден Святого Владимира 4-й ст. с мечами и бантом (ВП 3.03.1915)
- Орден Святого Георгия 4-й ст. (ПАФ 4.03.1917)